# Thomas de Witt (1548–1601)
Thomas de Witt (* 1548 in Dordrecht; † 1. Dezember 1601 ebenda) war ein Dordrechter Patrizier und Regent. Er entstammte dem Geschlecht De Witt.

## Biografie
Die Eltern von Thomas waren Willem de Witt und Maria van Wezel. Im Jahre 1587 gelangte er als Schepen in die Regierung seiner Heimatstadt. Dieses Amt hatte er viele Jahre inne. Zwischen den Jahren 1598 und 1600 war Thomas als Deputierter der Staaten von Holland und West-Friesland tätig. Im Jahre 1601 wurde er zum Bürgermeister der Stadt Dordrecht gewählt. Aus seiner Ehe mit Adriana van Scharlaken entsprangen keine Kinder.